# Гёкчек, Мелих
Ибрахим Мелих Гёкчек (тур. İbrahim Melih Gökçek; род. 20 октября 1948, Кечиорен, Анкара, Турция) — турецкий политик. Мэр Анкары с 29 марта 1994 по 28 октября 2017 года.

## Биография
Мелих Гёкчек родился 20 октября 1948 года в Кечиорене. Его отец был адвокатом. Через некоторое после рождения Мелиха, его семья переехала в Газиантеп. Гёкчек окончил школу в Газиантепе, затем университет Гази .
Гёкчек служил в армии. Имеет звание офицера запаса. Службу проходил на территории Северного Кипра в районе Гузельюрт.
После окончания службы занялся бизнесом. Вступил в партию Отечества. В 1984—1989 годах занимал должность мэра Кечиорена. В 1991 году был избран в Великое национальное собрание от партии Благоденствия .
В 1994 году был избран мэром Анкары. В 1999 году, являясь членом партии Добродетели, был переизбран. После этого вступил в партию Справедливости и развития. Переизбирался на должность мэра Анкары в 2004, 2009 и 2014 годах.
В ходе выборов мэра Анкары в 2014 году были отмечены многочисленные нарушения, которые могли привести к искажению результатов голосования в пользу кандидата от правящей партии. Гёкчек выиграл выборы в 2014 году, опередив своего соперника, кандидата от оппозиции Мансура Яваша, на один процент. Оппозиция подала иск в суд, потребовав пересчёта голосов, но это требование было отклонено. На это решение были поданы апелляции в Конституционный суд и ЕСПЧ.

### Личная жизнь
Женат, двое детей (сыновья). Почётный председатель футбольного клуба Анкарагюджю. Увлекается футболом и фотографированием.